# Кубок Болгарії з футболу 1947
Кубок Болгарії з футболу 1947 — 7-й розіграш кубкового футбольного турніру в Болгарії. Титул втретє поспіль здобув Левські (Софія).

## Перший раунд
| Команда 1         | Рахунок | Команда 2           |
| ----------------- | ------- | ------------------- |
| Любислав (Бургас) | 2:1     | Ботев (Нова Загора) |
| Левські (Софія)   | 1:1     | Марек (Дупниця)     |

Перегравання
| Команда 1       | Рахунок | Команда 2       |
| --------------- | ------- | --------------- |
| Левські (Софія) | 3:1     | Марек (Дупниця) |

## 1/4 фіналу
| Команда 1                     | Рахунок | Команда 2                      |
| ----------------------------- | ------- | ------------------------------ |
| Шипка-Ботев (Пловдив)         | 1:0     | Любислав (Бургас)              |
| Левські (Софія)               | 6:1     | Юлій Дерменджиєв (Благоєвград) |
| Локомотив (Горішня Оряховиця) | 2:1     | Христо Михайлов (Михайловград) |
| Добруджа (Добрич)             | 3:0     | Русенец (Русе)                 |

## 1/2 фіналу
| Команда 1             | Заг. | Команда 2                     | 1-й матч | 2-й матч |
| --------------------- | ---- | ----------------------------- | -------- | -------- |
| Шипка-Ботев (Пловдив) | 4:2  | Добруджа (Добрич)             | 2:2      | 2:0      |
| Левські (Софія)       | 7:2  | Локомотив (Горішня Оряховиця) | 5:0      | 2:2      |

## Фінал
| 1 травня 1947 |

| Левські (Софія)   | 1:0      | Шипка-Ботев (Пловдив) |
| ----------------- | -------- | --------------------- |
| Спасов 37' (пен.) | Протокол |                       |

| Юнак, Софія Глядачів: 17 000 Арбітр: Тодор Стоянов |